# Site gallo-romain de la Bouexière
Le site gallo-romain de la Bouexière de Bréal-sous-Monfort est un ensemble de vestiges situé sur le territoire de la commune de Bréal-sous-Montfort, dans le département d’Ille-et-Vilaine en région Bretagne.

## Localisation
Le site gallo-romain de la Bouexière se trouve au centre du département, à l'ouest de Rennes et à l'ouest du territoire de la commune de Bréal-sous-Montfort.
Il se situe au sommet d'une colline culminant à 61 mètres d'altitude et en surplomb du ruisseau de la Chèze, affluent du Meu.

## Historique
Des objets d'époque gauloise des IIe et Ier siècles av. J.-C. ont été retrouvés. Le site est inscrit au titre des monuments historiques depuis le 14 mars 2000.

## Architecture
Au nord du site on a retrouvé les vestiges d'un fanum (temple carré gallo-romain) avec cella et galerie de circulation. Au sud, un second bâtiment pourrait être un autre fanum. Des portions de murs mises au jour à l'ouest et au sud correspondraient au péribole (délimitation de l'espace sacré). 
Ces vestiges correspondraient à une succession de sanctuaires qui remonterait de l'Âge du fer à la période gallo-romaine. Les murs en petit appareil, avec des traces d'enduits peints à décors géométriques.